# Duitse Rijksdagverkiezingen 1907

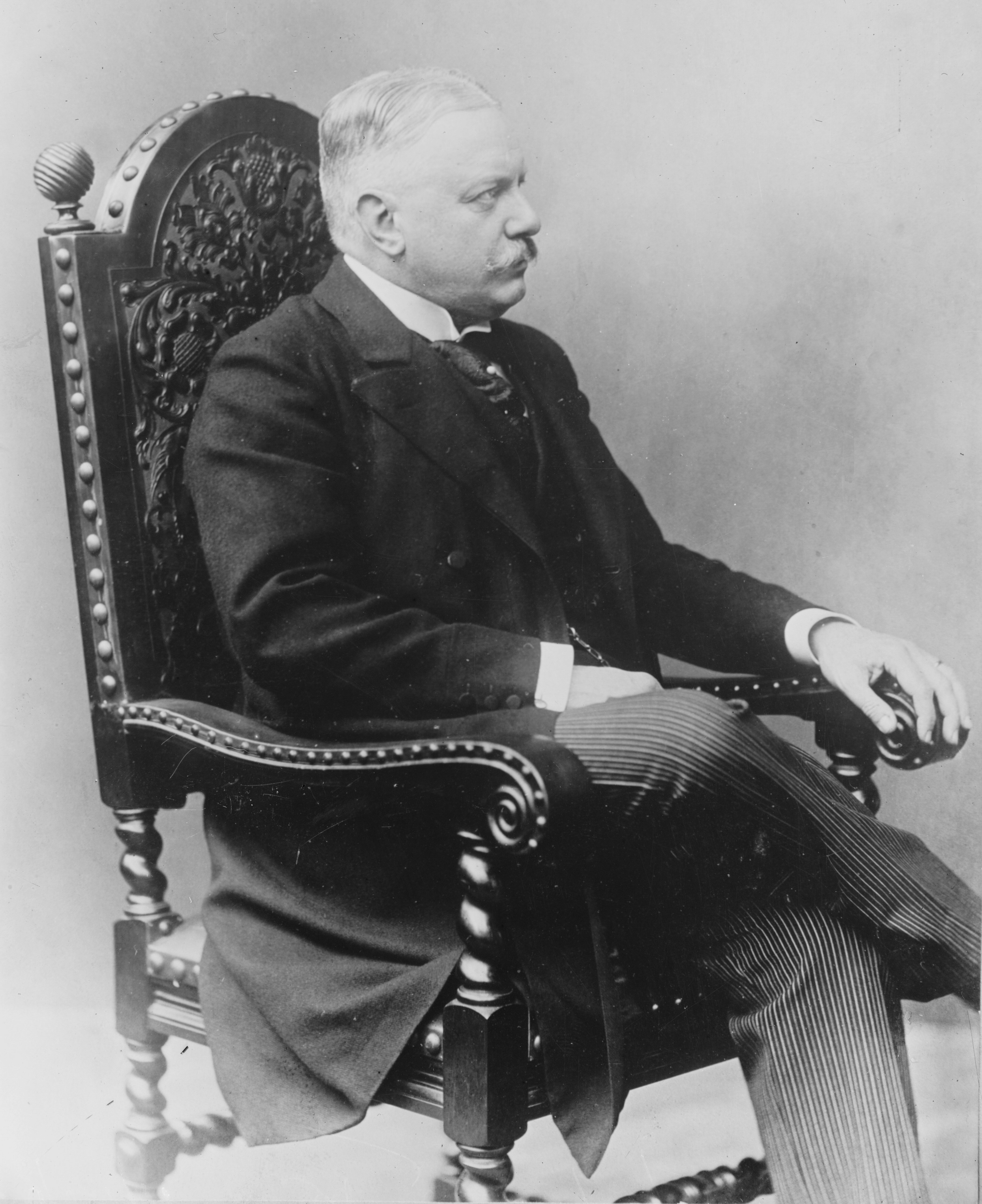
Bernhard von Bülow, winnaar van de verkiezingen met het Bülow-Block

De Duitse Rijksdagverkiezingen van 1907 vonden plaats op 25 januari 1907. Men sprak wel van de "Hottentotten-verkiezingen", vanwege het belangrijkste politieke onderwerp.
De opkomst was met 85% tot dan toe de hoogste van alle rijksdagverkiezingen.

## "Hottentotten-verkiezingen"
De verkiezingen stonden in het teken van de Duitse koloniale oorlog in Duits Zuidwest-Afrika tegen de Herero en Nama (door westerlingen in die dagen "Hottentotten" genaamd). De conservatieve en nationaal-liberalen waren voorstanders van een voortzetting van de strijd met harde middelen tegen de Herero en Nama, terwijl met name de sociaaldemocraten en leden van de rooms-katholieke Centrumpartij (Zentrumspartei) deze strijd bekritiseerden. Een Centrum, sociaaldemocratische en links-liberale meerderheid stemde op 13 december 1906 tégen de oorlogskredieten (26 miljoen rijksmark). Rijkskanselier Bernhard Fürst von Bülow verkreeg een dag later van de keizer de toestemming om de Rijksdag te ontbinden waarna er nieuwe rijksdagverkiezingen werden uitgeschreven.

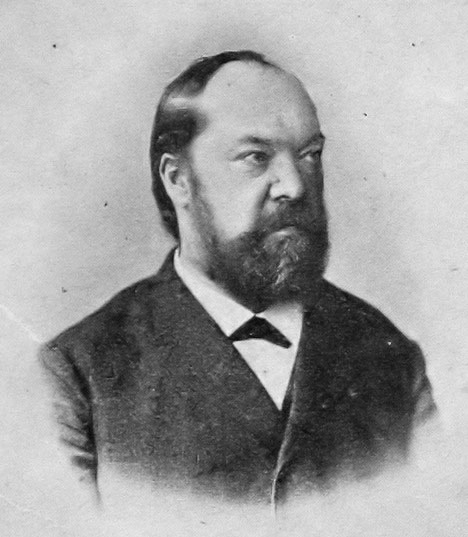
Eugen Richter (†1906), links-liberaal politicus

In aanloop voor de verkiezingen sloten de conservatieve, nationalistische, rechts-liberale en enkele links-liberale partijen, die na het overlijden van Eugen Richter bereid waren tot samenwerking met rechts, een alliantie onder de naam Bülow-Block (Bülow Blok). Dit blok verzette zich tegen de Sociaaldemocratische Partij van Duitsland (Sozialdemokratische Partei Deutschlands, SPD) die als "onvaderlandslievend, antimonarchistisch en religie vijandelijk" werd bestempeld en tegen de "onbetrouwbare" Centrumpartij. De door het Bülow-Block gevoerde campagne was hard en nationalistisch, hetgeen zijn vruchten afwierp.
Bij de verkiezingen op 25 januari 1907 leed de SPD ten opzichte van de Rijksdagverkiezingen van 1903 een zware nederlaag. De partij viel terug van 81 naar 43 zetels. De SPD bleef wel procentueel de grootste partij, maar door allerlei verkiezingsafspraken verloor de SPD zetels. De winst voor de Centrumpartij was beperkt: de partij ging van 100 naar 105 zetels. Winst was er voor een aantal partijen van het Bülow Block. De belangrijkste Block-partijen, de Duitse Conservatieve Partij (Deutschkonservative Partei) en de Nationaal-Liberale Partij (Nationalliberale Partei) gingen van respectievelijk 54 naar 60 en van 51 naar 54 zetels in de Rijksdag. Winst was er ook voor de antisemitische partijen, die van 11 naar 21 zetels gingen. De grootste winnaars waren de links-liberale partijen; zij gingen van 36 naar 49 zetels in de Rijksdag. In 1910 fuseerden de links-liberale partijen tot de Vooruitstrevende Volkspartij (Fortschrittliche Volkspartei).

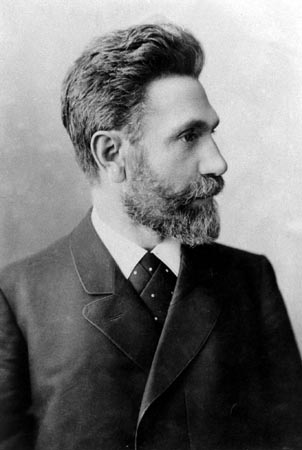
August Bebel, co-voorzitter van de SPD, een van de verliezende partijen

Belangrijkste gevolg van de verkiezingsoverwinning van het Bülow-Block was het feit dat bij een nieuwe stemming de oorlogskredieten werden aangenomen en de genocide tegen de volkeren in Zuidwest-Afrika kon worden voortgezet.

## Uitslag
| Partij                                                                              | zetels   |
| ----------------------------------------------------------------------------------- | -------- |
| Centrumpartij (Zentrumspartei)                                                      | 105 (+5) |
| Duitse Conservatieve Partij (Deutschkonservative Partei)                            | 60 (+6)  |
| Nationaal-Liberale Partij (Nationalliberale Partei)                                 | 54 (+3)  |
| Sociaaldemocratische Partij van Duitsland (Sozialdemokratische Partei Deutschlands) | 43 (-38) |
| Vrijzinnige Volkspartij (Freisinnige Volkspartei)                                   | 28 (+7)  |
| Duitse Rijkspartij (Deutsche Reichspartei)                                          | 24 (+3)  |
| Poolse Lijst (Polnische Liste)                                                      | 20 (+4)  |
| Antisemieten (Antisemiten)                                                          | 16 (+4)  |
| Landbouwersbond (Bund der Landwirte)                                                | 8 (+4)   |
| Lijst Elzas-Lotharingen (Liste Elsaß-Lothringen)                                    | 9 (+2)   |
| Duitse Volkspartij (Deutsche Volkspartei)                                           | 7 (-2)   |
| Economische Partij (Wirtschaftspartei)                                              | 5 (+5)   |
| Overigen                                                                            | 3 (-)    |
| Duits-Hannoveraanse Partij (Deutsch-Hannoversche Partei)                            | 1 (-5)   |
| Beierse Boerenpartij (Bayerischer Bauernbund)                                       | 1 (-3)   |
| Deense Lijst (Dänische Liste)                                                       | 1 (-)    |
| www.dhm.de                                                                          |          |
| Totaal                                                                              | 397      |

## Verwijzingen
1. ↑  14-18, De Eerste Wereldoorlog, door: Dr. R.L. Schuursma, band 2, blz. 616 (1975)
2. ↑  1 onafhankelijke liberaal, 1 onafhankelijke nationaal-liberaal, 1 lid van de Middenstandpartij